# Fabrika Duhana Sarajevo
Fabrika Duhana Sarajevo (FDS; engelsk: Sarajevo Tobacco Factory) er en cigaret-producerende fabrik i Bosnien-Hercegovina. Dets hovedkvarter ligger i Sarajevo med afdelinger i Bihać, Tuzla, Čitluk og Banja Luka og ligeledes i Skopje i Makedonien og Beograd i Serbien. Fabrikken producerer mærkerne AurA Extra, AurA lights, AurA super lights, Drina denifine, Drina jedina bijela, Drina jedina zlatna, Drina lights, Drina super lights, Tigra medium og 8 (otte).

## Eksterne links
- Sarajevo Tobacco Factory Arkiveret 11. april 2008 hos  Wayback Machine ((engelsk) og bosnisk)

| Firma | Spire Denne artikel om et firma eller en virksomhed er en spire som bør udbygges. Du er velkommen til at hjælpe Wikipedia ved at udvide den. |